# King Dunlap
King David Dunlap V (Nashville, 14 settembre 1985) è un giocatore di football americano statunitense che gioca nel ruolo di offensive tackle per i San Diego Chargers della National Football League. Fu scelto nel corso del settimo (230º assoluto) del Draft NFL 2008 dai Philadelphia Eagles. Al college ha giocato a football alla Auburn University.

## Carriera professionistica

### Philadelphia Eagles
Dunlap fu scelto nel corso del settimo giro del Draft 2008 dai Philadelphia Eagles. A causa di un infortunio alla caviglia subito durante la pre-stagione, perse tutta la sua prima stagione. Nella stagione successiva scese in campo 12 volte. La sua prima partita come titolare la disputò il 17 ottobre contro gli Atlanta Falcons, limitando John Abraham a zero sack in quella partita. Divenuto free agent dopo la stagione 2011, firmò un nuovo contratto di un anno con gli Eagles il 30 marzo 2012. Quell'anno, disputò 14 partite, di cui 12 come titolare.

### San Diego Chargers
Il 12 aprile 2013, Dunlap firmò un contratto biennale coi San Diego Chargers.

## Statistiche
| Partite totali | 86 |
| Partite totali | 53 |

Statistiche aggiornate alla stagione 2015